# Olešnice (ort i Tjeckien, lat 50,14, long 16,15)
Olešnice är en ort i Tjeckien. Den ligger i den centrala delen av landet, 120 km öster om huvudstaden Prag. Olešnice ligger 274 meter över havet och antalet invånare är 405.
Terrängen runt Olešnice är platt. Runt Olešnice är det ganska tätbefolkat, med 120 invånare per kvadratkilometer. Närmaste större samhälle är Rychnov nad Kněžnou, 9,2 km öster om Olešnice. I omgivningarna runt Olešnice växer i huvudsak blandskog.